# Breckerfeld
Breckerfeld [brɛkɐfɛɫt] est une ville hanséatique située dans le nord-ouest du Sauerland, dans le sud-est du bassin de la Ruhr en Rhénanie-du-Nord-Westphalie. C'est la plus méridionale des villes de l'arrondissement d'Ennepe-Ruhr.
Nena, une des chanteuses allemandes les plus connues, a passé les premières années de sa vie à Breckerfeld.

## Histoire
| Appartenances historiques Comté de Berg 1101-1161 Comté d'Altena 1161-1198 Comté de La Marck 1198-1807 Grand-duché de Berg 1807-1813 Royaume de Prusse (Province de Westphalie) 1815-1918 République de Weimar 1918-1933 Reich allemand 1933-1945 Allemagne occupée 1945-1949 Allemagne 1949-présent |

## Personnalités liées à la ville
- Carl Baunscheidt (1809-1873), ingénieur né à Baunscheidt.
- Dieter Haak (1938-2012), homme politique né à Breckerfeld.